# Sängerkrieg Akustik Radio Show
Sängerkrieg Akustik Radio Show — четвёртый концертный альбом немецкой фолк-метал-группы In Extremo.

## Об альбоме
Идея выпустить «живой» акустический альбом пришла группе спонтанно весной-летом 2008 года группа была приглашена в Потсдам-Бабельсберг, а именно в студию радиостанции Fritz. Во время беседы ведущий упомянул о том, что у них есть специальный зал для выступлений, и когда Михаэль пошутил, что и In Extremo не прочь сыграть там концерт, диктор ответил, что это сделать вполне возможно. Через несколько месяцев группа получила приглашение сыграть в студии радио Fritz, что и было осуществлено
На радио Fritz был сыгран акустический концерт из 13 песен, среди которых 8 — с последнего альбома Sängerkrieg, остальные — проверенные временем хиты. Поскольку событие стало поистине уникальным, концерт было решено выпустить на CD. На альбом было помещено лишь 12 из сыгранных песен (последняя, «Herr Mannelig», в итоге была вырезана), однако к ним было добавлено ещё два бонуса — акустическая инструментальная версия «Requiem» и пиано-версия «En Esta Noche» (обе — студийные). Кроме того, альбом вышел в формате CD+DVD, причём DVD содержит документальный фильм об истории In Extremo длительностью в 47 минут (Ansichter einer Band, переведен фанатами на русский язык с субтитрами).
В Интернете можно также встретить фанатскую запись с концерта на Radio Fritz. Помимо достаточно высокого качества, отличается тем, что на ней не вырезаны вставки с речью Михаэля и диктора, а также присутствует песня «Herr Mannelig».

## Композиции
| №   | Название                            | Длительность |
| --- | ----------------------------------- | ------------ |
| 1.  | «Sieben Köche (Akustik Version)»    | 3:50         |
| 2.  | «Mein Sehnen (Akustik Version)»     | 4:09         |
| 3.  | «Frei zu sein (Akustik Version)»    | 4:21         |
| 4.  | «Ave Maria (Akustik Version)»       | 4:55         |
| 5.  | «Die Gier (Akustik Version)»        | 4:38         |
| 6.  | «Tanz mit mir (Akustik Version)»    | 4:21         |
| 7.  | «Neues Glück (Akustik Version)»     | 3:21         |
| 8.  | «Vollmond (Akustik Version)»        | 4:40         |
| 9.  | «Zauberspruch (Akustik Version)»    | 4:31         |
| 10. | «Küss mich (Akustik Version)»       | 4:29         |
| 11. | «In diesem Licht (Akustik Version)» | 5:07         |
| 12. | «Auf's Leben (Akustik Version)»     | 4:33         |
| 13. | «Requiem (Bonus)»                   | 1:40         |
| 14. | «En Esta Noche (Piano Version)»     | 3:17         |

## Состав записи
- Михаэль Райн — вокал, цистра
- Dr. Pymonte — арфа, волынка, шалмей, флейта
- Yellow Pfeiffer — волынка, шалмей, флейта, никельхарпа
- Flex der Biegsame — ирландская волынка, шалмей, флейта
- Van Lange — гитара
- Die Lutter — бас-гитара
- Der Morgenstern — ударные, перкуссия
- Vincent Sorg — клавишные (в № 14)